# 서하 경종
서하 경종 이원호(西夏 景宗 李元昊, 1003년 6월 7일 ~ 1048년 1월 19일)는 서하의 13대 군주이자, 서하의 초대 황제(재위 : 1038년 11월 10일 ~ 1048년 1월 19일)이다. 시호는 무열황제(武烈皇帝)이다.

## 생애
탕구트 족장의 가계를 이어받은 후손으로, 젊어서부터 지용이 뛰어났고, 그림과 법률, 불교 교리에도 뛰어난 인물이었다고 한다.
현도 원년(1032년) 아버지가 죽고 서평왕의 지위를 이어받아, 대경 3년(1038년)까지 탕구트 부족들을 무력으로 병합, 그 힘을 바탕으로 황제가 되었고, 국호를 대하(大夏)로 하는 새로운 나라를 열었다. 송(宋)은 이 나라를 자국의 서쪽에 위치한 나라라 하여 서하(西夏)라고 불렀다.
대하의 수도는 흥경부(興慶府)로 정해졌다. 송의 관례를 모방해 관위 제도를 정비하고 문·무관의 복식을 정하였으며, 천수예법연조(天授禮法延祚)라는 독자적인 연호와 함께 학교를 지어 교육을 장려하고, 군비를 증강하여 국가의 기반을 다졌다.
송과 요에 대항하면서 오르도스와 간쑤(甘肅) 서부지방을 점령했다. 남으로는 란저우(蘭州)를 점령하고 토번(吐蕃)과 싸워 사방으로 세력을 확장하여 서하의 번영을 구가하였다. 한편 송과의 전투에서 송군을 여러 차례 격파하였으나, 송과의 교역을 위해 천수예법연조 7년(1044년) 송에 신하의 예를 갖추는 대신, 관영 무역장에서의 교역 허가 및 송으로부터 매년 은 5만 냥 · 차 2만 근 · 견(絹) 13만 필을 세폐(歲幣)로 받아 가는 것으로 양국간에 강화가 성립되었다. 만년에는 오늘날 서하문자라 불리는 고유한 문자를 만들어, 서하의 문화 향상에 힘썼다.
그러나 술에 빠져 서하가 어지러워지는 한 원인이 되기도 했으며, 황후 야리씨(野利氏)와 그 소생의 태자 이영명(李寧明, 영녕가寧令哥)를 폐하고 천수예법연조 11년(1048년)에는 영명을 죽이고 만다. 그 해에 이원호 역시 사망하였다. 향년 46세였다.

## 가계

### 조부모와 부모
- 조부 : 태조신무황제(太祖神武皇帝) 이계천(李繼遷, 963년 ~ 1004년)
- 조모 : 순성의효황후(順成懿孝皇后) 야리씨(野利氏, ? ~ 1007년)
- 부친 : 태종광성황제(太宗光聖皇帝) 이덕명(李德明, 982년 ~ 1032년)
- 모친 : 혜자돈애황후(惠慈敦愛皇后) 위모씨(衛慕氏, ? ~ 1034년)

### 친척과 형제
- 고모 : 덕림공주(德林公主)
- 동생 : 원정공주(元靜公主)

### 황후
- 헌성황후(憲成皇后) 야리씨(野利氏, ? ~ 1048년)
- 신황후(新皇后) 몰이씨(沒移氏)
- 선목혜문황후(宣穆惠文皇后) 몰장씨(沒藏氏, ? ~ 1056년)

### 후궁
- 묵목씨(默穆氏)
- 색씨(索氏)
- 다랍씨(多拉氏)
- 밀극묵특씨(密克默特氏)
- 야율씨(耶律氏) - 요나라의 공주 흥평공주(興平公主).
- 미미씨(哶迷氏)

### 황자
1. (조졸)
2. 황자 이아리(李阿哩, ? ~ 1045년) - 후궁 미미씨 소생. 경종에게 피살 당함.
3. 태자 이영명(李寧明, ? ~ 1042년) - 헌성황후 소생.
4. 폐태자 이영령가(李寧令哥, 1032년 ~ 1048년) - 헌성황후 소생. 경종 암살 시도가 실패한 뒤 체포되어 참수됨.
5. 황자 이석리(李錫狸) - 헌성황후 소생.
6. 의종 영황제(毅宗 英皇帝) 이양조(李諒祚) - 선목혜문황후 소생.